# Haundorfer Wald

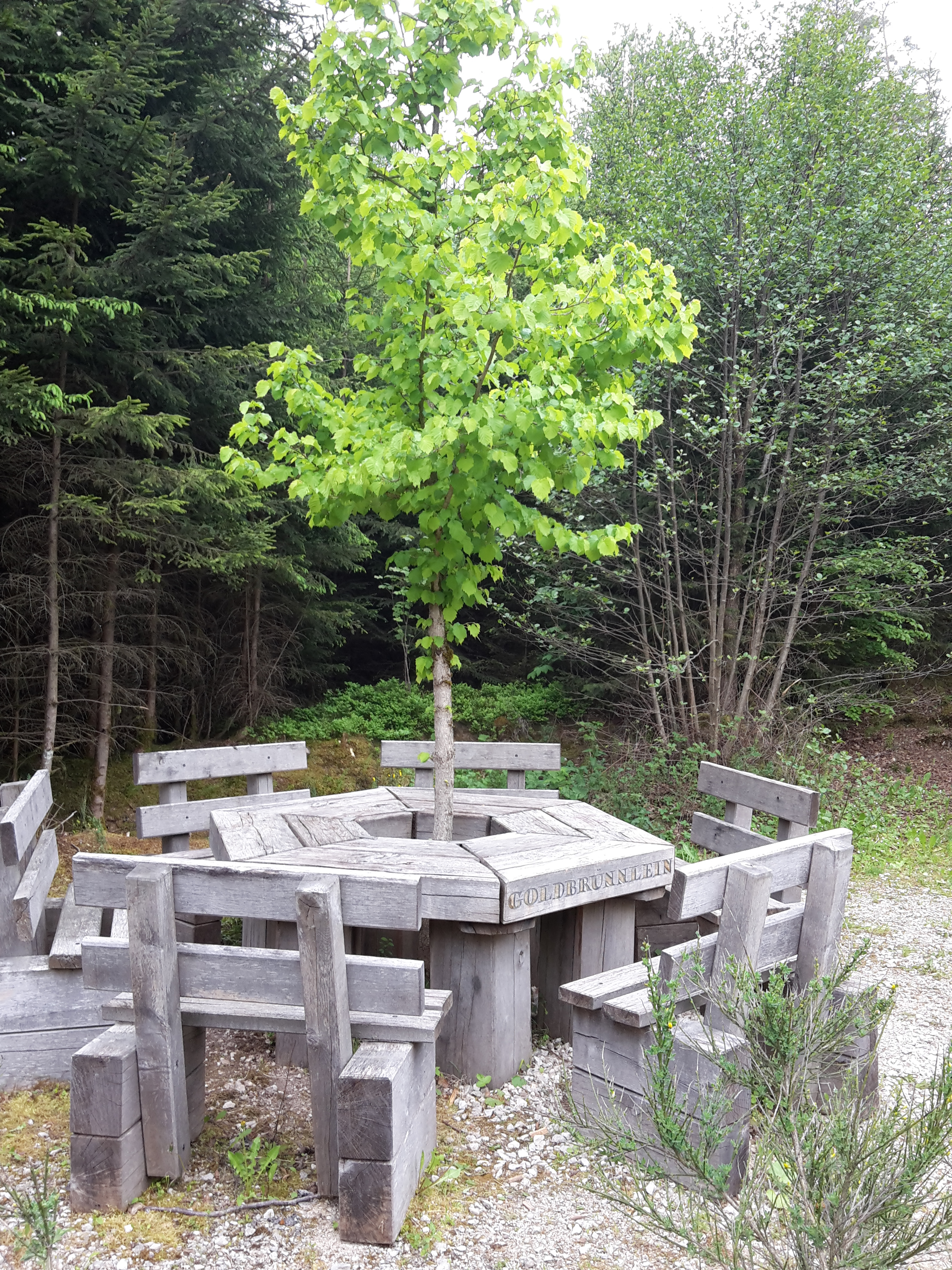
Bei der Quelle Goldbrünnlein

Der Haundorfer Wald ist ein zusammenhängendes Waldgebiet unweit des namensgebenden Ortes Haundorf im mittelfränkischen Landkreis Weißenburg-Gunzenhausen. Der Wald war bis zur Gemeindegebietsreform in Bayern ein Gemeindefreies Gebiet. Zusammen mit dem Mönchswald und dem Gräfensteinberger Wald bildet er eines der größten zusammenhängenden Waldgebiete Bayerns und das Wandergebiet Mönchswald-Region. Teile des Waldgebietes liegen im Spalter Hügelland.

## Geographie

### Lage
Der Haundorfer Wald befindet sich im Nordwesten des Landkreises Weißenburg-Gunzenhausen im Fränkischen Seenland, etwa auf halber Strecke zwischen Gunzenhausen und Mitteleschenbach. Die Grenze zum Landkreis Ansbach schmiegt sich teilweise um den Wald, teilweise verläuft sie auch durch den Wald. Der Wald umgibt Haundorf von drei Seiten, nur südlich des Ortes liegen offene Wiesen und Felder. Inmitten des Waldes liegen die Ortschaften Oberhöhberg, Unterhöhberg, Leidingendorf, Seitersdorf, Dematshof, Lindenbühl und Stixenhof. Westlich liegt der Mönchswald, südlich der Gräfensteinberger Wald.
Innerhalb des Waldgebiets liegen mehrere Quellen, darunter das Goldbrünnlein westlich von Neuhof und die Pechhüttenquellen westlich von Oberhöhberg, sowie einige Bachläufe und Weiher, so entspringen dort etwa der Nesselbach, der Mönchberggraben, der Seitersdorfer Bach, der Ziegelleitenbach, der Saugraben und der Haundorfer Weihergraben. Im Südrand liegen der Haundorfer Weiher, der Schleißbühlweiher und der Holzweiher.
Das Gelände ist gebirgig, im Waldgebiet liegen beispielsweise der Mönchsberg, der Höhberg, der Haubenberg, der Hintere Mönchsberg, der Mittelberg und der Büchelberg.

### Naturschutz
Im Süden des Waldes sowie entlang des gesamten westlichen Waldrands liegt das Fauna-Flora-Habitat Obere Altmühl mit Brunst-Schwaigau und Wiesmet. Teile des südlichen Waldgebiets sind zudem als Naturwald gekennzeichnet.

### Naturräumliche Zuordnung
Der Haundorfer Wald gehört in der naturräumlichen Haupteinheitengruppe Fränkisches Keuper-Lias-Land (Nr. 11) und in der Haupteinheit Mittelfränkisches Becken (113) sowie im Ostteil in der Untereinheit Spalter Hügelland (113.4) und im Westteil zur Untereinheit Südliche Mittelfränkische Platten (113.3). Damit liegt der Haundorfer Wald im Osten im Naturraum des Südlichen Spalter Hügellands (113.40) und im Westen im Naturraum des Südlichen Vorlands des Spalter Hügellandes (mit Brombachgrund) (113.33).

## Bauwerke und Verkehr
Im Wald lag das heute abgegangene Jagdschloss Georgenthal, ein Jagdschloss des Markgrafen Georg Friedrich II. dem Jüngeren.
Durch das Waldgebiet verlaufen neben einigen Flurwegen, Radwegen und Gemeindestraßen die Kreisstraßen WUG 23 und WUG 22 sowie entlang es östlichen Waldrands die Bundesstraße 466.